# Louis Bernhard Rüling

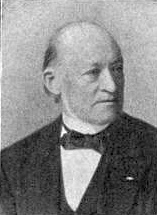
Louis Bernhard Rüling

Louis Bernhard Rüling (* 1. August 1822 in Oederan; † 12. November 1896 in Dresden) war ein deutscher evangelisch-lutherischer Theologe und Pfarrer, Hofprediger und Rat des Sächsischen lutherischen Landeskonsistoriums.

## Leben
Der Sohn des Oederaner Pfarrers Johann Ludwig Rüling und dessen Frau Juliane Adolphine Hacker besuchte ab 1835 die Fürstenschule in Meißen und ab 1841 die Universität Leipzig. In Leipzig hat er sich der Studentenverbindung Landsmannschaft Afrania angeschlossen. Nachdem er ab 1844 als Hauslehrer bei dem Rechtsanwalt Tischer in Oberlößnitz tätig gewesen war, wurde er 1848 Archidiakon in Oschatz, 1852 Diakon und später Archidiakon an der Dreikönigskirche in Dresden und 1855 Pastor primarius an St. Petri in Bautzen. Nachdem man Louis Bernhard Rüling 1860 bei der Gedächtnisfeier des 300. Todestages Philipp Melanchthons zum Ehrendoktor der Universität Leipzig ernannt hatte, wurde er 1866 Zweiter Hofprediger und Konsistorialrat in Dresden und 1874 Erster Hofprediger und Oberkonsistorialrat am lutherischen Landeskonsistorium. Dies blieb er bis zu seiner 1888 erfolgten Emeritierung in den Ruhestand. Rüling verstarb 1896 in Dresden und wurde auf dem Trinitatisfriedhof beigesetzt.
Rüling war außerdem Mitglied des Vorstandes des Gustav-Adolf-Vereins, Vorstandsmitglied im Hauptverein für Innere Mission (1867–1896) und Mitglied im Komitee des Sächsischen Haupt-Missionsvereins (1866–1896). Er war auch Vorstand des Dresdner Kandidatenvereins, beteiligte sich an der Erarbeitung der 1880 in Kraft getretenen neuen Agende, der Perikopenordnung und hatte sich am 1883 erschienenen neuen Gesangbuch beteiligt. Dies führte zu einer Neuordnung des Kirchenwesens und reflektierte die Erinnerung an die Gründungsväter der evangelisch-lutherischen Kirche. Zudem war Rüling Inhaber des Sächsischen Verdienstordens I. Klasse; Komtur des Großherzogl. Mecklenburg. Hausordens der Wendischen Krone sowie des Ehrenkreuzes für freiwillige Krankenpflege.

## Werke
- Die jüdische und die heidnische Mutter Zwei Homilien an den Sonntagen I. n. Epiph. und Reminiscere. Oschatz, 1850.
- Wie müssen wir scheiden an der Wiege des Heilandes. Abschiedspredigt am 2. Weihnachtsfeiertage 1851. Oschatz 1851.
- Von der Herrlichkeit des Ernteberufs im Reiche Gottes, Antrittspredigt zu NeustadtDresden. Dresden, 1852.
- Das Vereinswerk der Gustav-Adolph-Stiftung, eine Arbeit im Dienste des guten Hirten. Predigt bei der Jahres-Versammlung des Dresdener Hauptvereins. Dresden, 1852.
- Die Freiheit in Christo, Zwei Predigten über einen Text. Gal. 5, 13, gehalten am Reformationsfest und 2, Bußtag. 1852. Dresden.
- Zurüstung auf Passionswochen des Christenlebens. Fünf Passionspredigten und Gebete. Dresden, 1853.
- Die göttliche Ordnung im Besitze, in der Ehe und in der Familie, Drei Predigten gehalten am 10, 11. 16. Sonnt, p. Trin. Dresden, 1853.
- Was hat die christliche Schule zu thun, wenn sie die Schüler auf den Weg der Seligkeit weisen will? Eine Schulpredigt am Sonnt. Mis. Dom. gehalten. Dresden, 1854.
- Die wunderbare Speisung der Fünftausend, ein weissagend Vorbild auf das heilige Missionswerk. Predigt beim Missionsfeste zu Tharand, 18. Oct. 1855. Dresden, 1855.
- Das Weltkind und seine Zukunft. Predigt über Luc. 10, 19-31, am 1. p. Trin. 1857 gehalten. Bautzen, 1857.
- Sonntagsfreude. Eine Sammlung von Predigten, zur häuslichen Erbauung zusammengestellt. Dresden, 1857.
- Ich glaube, darum rede ich, Ansprache bei der Visitation der Parochie Zittau gehalten. Bautzen, 1858.
- Confirmationsrede bei der Confirmation von Gymnasiasten über 2. Timoth. 2, 19 gehalten an D. Laetare 1859. (in Gesetz und Zeugniß.)
- Philipp Melanchthon, durch Gottes Gnade ein Heller Stern am Himmel der Kirche und Schule. Predigt am Gedächtnißtage des 300jähr. Todestages Philipp Melonchthons. Mis. Dom. 1860 (in Gesetz und Zeugniß.).
- Predigtstudie über Joh. 15. 1-16. 1861 (in Gesetz und Zeugniß.).
- Bußtagsstudie über Apost.-Gesch. 17, 31-32. 1861.
- Du Priester des neuen Bundes, opfere Dich! Ordinationsrede über Römer 12, 1, geh. am 19. Jan. 1862. 1862.
- Wann werden unsere Gustav-Adolph-Feste Salomonistage des evang. Zion sein und bleiben? Predigt bei der 20. Hauptversammlung des evangel. Vereins der Gust.-Adolfph Stiftung in Lübeck. Lübeck, 1863.
- Christus ist, wo der Geist der Wahrheit ist. Ansprache zur Eröffnung der Meißner Conferenz am 5. Mai 1663 über Joh. 16, 5-15. Leipzig, 1863.
- Heilige Liebe, die Seele der Mission. Predigt, beim ersten Missionsfeste in Löbau geh. am 12. Okt. 1864.
- Reden an Geistliche aus der kirchlichen Gegenwart. Eilf Conferenzvorträge aus 5. Jahren 1860-65. Hierzu als Anhang: Drei Ansprachen an Jünglinge. Leipzig, 1866.
- Drei Predigten beim Amtswechsel. Leipzig, 1866.
- Grüße an die Gemeinde. Ein Jahrg. Predigten aus den zehn Jahren seiner Amtsführung in der Petrigemeinde zu Budissin 1855-66. 2 Teile. Leipzig, 1866.
- Der große Gewinn der Gottseligkeit die sich genügen läßt. Predigt über 1, Tim. 6, 6—10, am 3. Sonnt, n. Trin. 1866, nach dem Einmarsch der preußischen Truppen in Sachsen, gehalten in der Hofkirche zu Dresden. (in Gesetz und Zeugniß 1866.)
- Licht und Recht. Drei Predigten am Christtag 1867, am Erscheinungsfest 1868 und am 22. Trin.-Sonnt. 1867 in d. Hofkirche gehalten. Dresden, 1868.
- König David und sein Beichtvater Nathan, ein Beispiel wie der Fromme fällt und der Herr ihm wieder aufhilft. Predigt über 2. Sam. 12, 1—7. (in Gesetz und Zeugniß 1863)
- Es ist noch Raum da! Predigt bei dem zweiten Missionsfest zu St. Afra, am 22. Juni 1868. Meißen.
- Drei Predigten aus der Trauerzeit, An den Sonntagen Laetare, 20. und 24. p. Trin. 1868 gehalten. Dresden, 1869.
- Sei wacker und starke das Andere das sterben will. Predigt über Offenb. 3, 9, bei der kirchlichen Feier des Oederaner Zweigvereins der Gustav-Adolf-Stiftung am 9. Juli 1869 gehalten. Oederan, 1869.
- Christenlehrer und Christusbekenner vor dem Richterstuhle ihres Meisters. Zeitpredigt über Matth. 7. 15—23, gehalten am 8. Sonnt, p. Trin. Dresden, 1869.
- Das Zeitalter des heiligen Geistes. Pfingstpredigt über Apostelgeschichte 2, 14—18, gehalten in der evangel. Hofkirche 1870. (in „Gesetz und Zeugniß.“)
- Drei Predigten aus der Kriegszeit: „Mene, mene, tekel!“ — „Du deutsches Volk schäme dich des Evangelii von Christo nicht.“ — „Vorwärts!“ Am außerordentlichen Bußtage und an den Sonnt. 11 u, 14. n. Trin. 1870 in der evangel. Hoflirche zu Dresden gehalten. 1 u. 2. Aufl. Dresden, 1870.
- Bei drei krankhaften Auswüchsen des wahren Christenthums: Orthodoxismus, Pietismus, Mysticismus. Vortrag. 1 u. 2. Aufl. Dresden, 1870.
- Der Herr ist wahrhaftig auferstanden! Eine Ostergabe. Dresden, 1871.
- Zur Erinnerung an den seligen Oberhofprediger Dr. Theodor Albert Liebner. von Dr. Rüling, P. Michael, Dr. Meier. (Rede am Sarge. Von Dr. Rüling.) Dresden, 1871.
- Zwei Zeitpredigten wider Zeitsünden und über Zeitaufgaben, 1, Die Arbeiterbewegung unserer Tage.  2. Unser Reformationsfest ein Bußtag, gehalten am 22. u. 31. Octbr. Dresden, 1871.
- Friede sei mit euch! Zwei Predigten aus der heiligen Passionszeit 1871. I. Der Friedensgeist des Evangeliums, gehalten am S. Reminiscere nach erfolgtem Friedensschluß.  2. Ein Passionsgang im Geiste zu den Gräbern derer, die der Herr lieb gehabt, gehalten am S. Laetare. Dresden.
- Freud und Leid in Haus und Kirche, Drei Predigten zu Weihnacht, Todtenfeier und Reformationsfest, aus dem Jahre 1872. Dresden, 1873.
- Rede bei der Einweihung der Diaconen-Bildungsanstalt mit Rettungshaus in Ober-Gorbitz bei Dresden am 1. Mai 1872.
- Ueber christliche Schriftenverbreitung. Predigt, nebst Bericht des Secretärs Gütschow, bei der 4. Jahresfeier des Vereins zur Verbreitung christl. Schriften im Königr. Sachsen. Dresden.
- Was thut uns Christen und Christenlehrenn noth in dieser Sturm- und Drangperiode des Himmelreichs? Predigt zur Eröffnung der Meißner Conferenzen am 24. Juni 1873. Dresden.